# Thomas Losse-Müller

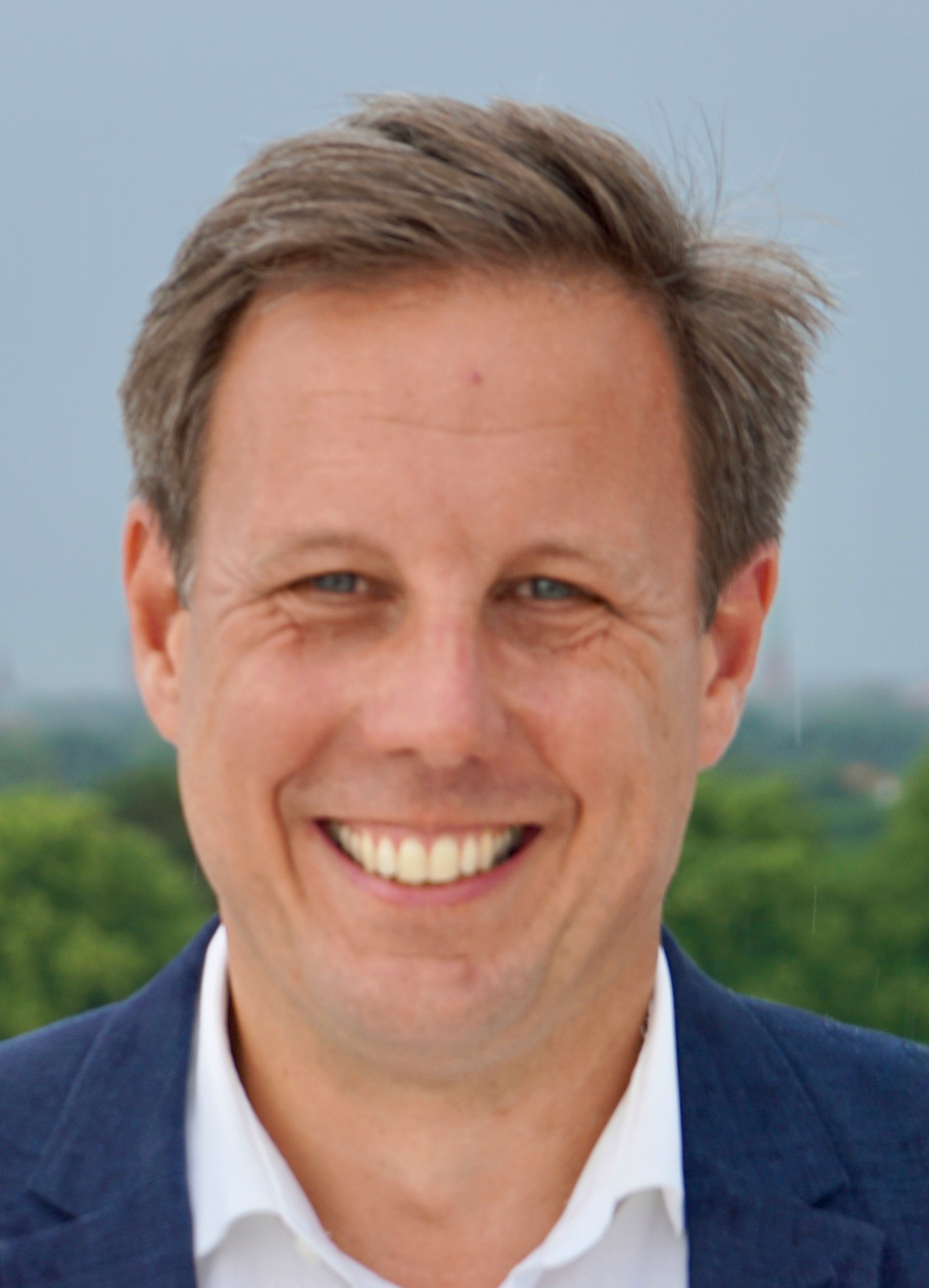
Thomas Losse-Müller

Thomas Losse-Müller (geb. Müller, * 3. April 1973 in Schwerte) ist ein deutscher Volkswirt und Politiker (SPD, bis Herbst 2020 Bündnis 90/Die Grünen). Von 2012 bis 2017 war er Staatssekretär in Schleswig-Holstein, bis 2014 im Finanzministerium und anschließend als Chef der Staatskanzlei von Ministerpräsident Torsten Albig. Bei der Landtagswahl in Schleswig-Holstein 2022 war er Spitzenkandidat der SPD. Von Mai 2022 bis Dezember 2023 war er Fraktionsvorsitzender der SPD und Oppositionsführer im Kieler Landtag.

## Leben und Beruf
Losse-Müller wuchs in Rheinen auf und legte sein Abitur am Märkischen Gymnasium Iserlohn ab. Er studierte Volkswirtschaftslehre an der Universität zu Köln und der School of Oriental and African Studies (SOAS) in London. Von 2000 bis 2004 arbeitete er im Risikomanagement der Deutschen Bank in London, anschließend zunächst bis 2008 und dann erneut von 2010 bis 2012 bei der Weltbank in Washington im Bereich Finanz- und Privatsektorentwicklung; zwischenzeitlich war er von 2008 bis 2010 für die Gesellschaft für Internationale Zusammenarbeit als Leiter des Programms Making Finance Work for Africa tätig.
In seiner Zeit in Washington gründete er 2007 einen Ortsverband von Bündnis 90/Die Grünen; von 2009 bis 2012 war Losse-Müller Beisitzer im Landesvorstand der Grünen in Hessen.
2012 holte ihn Monika Heinold nach Schleswig-Holstein, ab dem 12. Juni 2012 war er Staatssekretär im Schleswig-Holsteinischen Finanzministerium. Als Nachfolger von Stefan Studt (SPD) übernahm er  am 26. September 2014 die Leitung der Staatskanzlei unter dem sozialdemokratischen Ministerpräsidenten Torsten Albig, die er bis zum 28. Juni 2017 innehatte. In dieser Zeit war er unter anderem Vorsitzender des Verwaltungsrats der Investitionsbank Schleswig-Holstein, Mitglied des Aufsichtsrats der HSH Nordbank, Mitglied des deutschen IT-Planungsrats, des Verwaltungsrats von Dataport und der Rundfunkkommission der Länder. Aus der Landespolitik schied er nach der Landtagswahl 2017 aus und arbeitete unter anderem in einer Unternehmensberatung.
Im Oktober 2020 trat er bei den Grünen aus und wechselte zur SPD. Dort arbeitet er in der Denkfabrik der Partei in Schleswig-Holstein mit, in die ihn die Landesparteivorsitzende Serpil Midyatli holte. Im April 2021 erklärte Losse-Müller, im Landtagswahlkreis Eckernförde für die SPD bei der Landtagswahl 2022 kandidieren zu wollen, in dem er gegen den Ministerpräsidenten Daniel Günther (CDU) antreten würde. Der Vorstand der SPD Schleswig-Holstein beschloss am 15. August 2021 einstimmig, dass Losse-Müller Spitzenkandidat der Partei bei der Landtagswahl am 8. Mai 2022 werden soll. Die Personalentscheidung musste noch von den Delegierten des Parteitags bestätigt werden. Auf dem Parteitag am 5. Februar 2022 in Neumünster wurde er mit 94 Prozent der Delegiertenstimmen (188 Ja, 8 Nein) ohne Gegenkandidaten zum SPD-Spitzenkandidaten bei der kommenden Landtagswahl gewählt.
Auf Vorschlag der SPD-Fraktion im Kieler Landtag nahm Losse-Müller als Delegierter bei der 17. Bundesversammlung zur Wahl des Bundespräsidenten teil.
Losse-Müller kündigte im Juni 2021 seine Anstellung bei der Unternehmensberatung EY, um sich um seine Spitzenkandidatur für die SPD Schleswig-Holstein zu kümmern. Bei der Landtagswahl unterlag er im Wahlkreis Eckernförde mit 16,1 % deutlich dem CDU-Spitzenkandidaten Daniel Günther mit 58,4 %.  Er zog jedoch über die SPD-Liste in den Landtag ein. Im Anschluss an die Landtagswahl wurde er im Mai 2022 als Nachfolger von Serpil Midyatli zum Vorsitzenden der SPD-Fraktion gewählt. Im Dezember 2023 trat er vom Fraktionsvorsitz zurück; ihm folgte seine Vorgängerin Midyatli nach. Ende März 2024 legte er sein Mandat im Landtag nieder; für ihn rückte Kianusch Stender nach.
Seit dem 1. April 2024 ist Losse-Müller einer der Geschäftsführer der Stiftung Klimaneutralität.
Losse-Müller ist im Beirat des Finanzwissenschaftlichen Forschungsinstitut der Universität zu Köln und Mitglied im Beirat Innovative Verwaltungsentwicklung der Freien Hansestadt Bremen. Er ist verheiratet, hat zwei Töchter und lebt in Bistensee.

## Positionen
Losse-Müller, der als Experte für Digitalisierung und Reform der öffentlichen Verwaltung gilt, steht für einen starken Staat, der die großen Zukunftstrends wie Digitalisierung, Klimawandel und Globalisierung aktiv gestaltet. Zu den Grundsatzfragen politischer Gestaltung im 21. Jahrhundert produziert er in Kooperation mit dem Behörden Spiegel und der Hertie-School einen Podcast.